# Qualificazioni al campionato mondiale di calcio 2022 - UEFA - Fase a gironi, gruppo H

## Classifica
| Pos. | Squadra    | Pt | G  | V | N | P | GF | GS | DR  |
| ---- | ---------- | -- | -- | - | - | - | -- | -- | --- |
| 1.   | Croazia    | 23 | 10 | 7 | 2 | 1 | 21 | 4  | +17 |
| 2.   | Russia     | 22 | 10 | 7 | 1 | 2 | 19 | 6  | +13 |
| 3.   | Slovacchia | 14 | 10 | 3 | 5 | 2 | 17 | 10 | +7  |
| 4.   | Slovenia   | 14 | 10 | 4 | 2 | 4 | 13 | 12 | +1  |
| 5.   | Cipro      | 5  | 10 | 1 | 2 | 7 | 4  | 21 | -17 |
| 6.   | Malta      | 5  | 10 | 1 | 2 | 7 | 9  | 30 | -21 |

Nota: Il 28 febbraio 2022, a seguito dell'invasione russa dell'Ucraina, la FIFA sospende la Russia dalla partecipazione a tutte le competizioni.

## Risultati

### 1ª giornata
| Nicosia 24 marzo 2021, ore 20:45 CET | Cipro              | 0 – 0 referto | Slovacchia | Stadio Neo GSP (0 spett.)\| Arbitro: \| Aleksandar Stavrev \| |
| Arbitro:                             | Aleksandar Stavrev |               |            |                                                               |

| Arbitro: | Peter Kjærsgaard-Andersen |

|           |           |                                      |
| Mbong 56’ | Marcatori | 23’ Dzjuba 35’ Fernandes 90’ Sobolev |

| Arbitro: | Antonio Mateu Lahoz |

|            |           |  |
| Lovric 15’ | Marcatori |  |

### 2ª giornata
| Arbitro: | Marco Di Bello |

|                 |           |            |
| Dzjuba 26’, 35’ | Marcatori | 36’ Iličić |

| Arbitro: | Kristo Tohver |

|             |           |  |
| Pašalić 40’ | Marcatori |  |

| Arbitro: | Harald Lechner |

|                          |           |                          |
| Strelec 49’ Škriniar 53’ | Marcatori | 16’ Gambin 20’ Satariano |

### 3ª giornata
| Arbitro: | Andreas Ekberg |

|            |           |  |
| Pittas 42’ | Marcatori |  |

| Arbitro: | Lionel Tschudi |

|                                           |           |  |
| Perišić 62’ Modrić 76’ (rig.) Brekalo 90’ | Marcatori |  |

| Arbitro: | Carlos del Cerro Grande |

|                      |           |               |
| Škriniar 38’ Mak 74’ | Marcatori | 71’ Fernandes |

### 4ª giornata
| Arbitro: | Fabio Maresca |

|                           |           |  |
| Attard 44’, 54’ Mbong 46’ | Marcatori |  |

| Mosca 1º settembre 2021, ore 20:45 CEST | Russia           | 0 – 0 referto | Croazia | Stadio Lužniki (18 708 spett.)\| Arbitro: \| Roi Reinshreiber \| |
| Arbitro:                                | Roi Reinshreiber |               |         |                                                                  |

| Arbitro: | István Kovács |

|                |           |             |
| Stojanović 42’ | Marcatori | 32’ Boženík |

### 5ª giornata
| Arbitro: | Alejandro Hernández Hernández |

|  |           |                             |
|  | Marcatori | 6’ Erochin 55’ Žemaletdinov |

| Arbitro: | Andris Treimanis |

|                   |           |  |
| Lovric 45’ (rig.) | Marcatori |  |

| Arbitro: | Bartosz Frankowski |

|  |           |              |
|  | Marcatori | 86’ Brozović |

### 6ª giornata
| Arbitro: | Clément Turpin |

|                                     |           |  |
| Livaja 33’ Pašalić 66’ Vlašić 90+4’ | Marcatori |  |

| Arbitro: | Ali Palabıyık |

|                              |           |  |
| Smolov 10’ Bakaev 84’ (rig.) | Marcatori |  |

| Arbitro: | Əliyar Ağayev |

|                           |           |  |
| Schranz 55’ Koscelník 77’ | Marcatori |  |

### 7ª giornata
| Arbitro: | Michael Oliver |

|  |           |                                         |
|  | Marcatori | 45+2’ Perišić 80’ Gvardiol 90+2’ Livaja |

| Arbitro: | Anastasios Sidīropoulos |

|  |           |                                      |
|  | Marcatori | 27’, 60’ Iličić 49’ Šporar 67’ Šeško |

| Arbitro: | Antonio Mateu Lahoz |

|                     |           |  |
| Škriniar 24’ (aut.) | Marcatori |  |

### 8ª giornata
| Arbitro: | Dennis Higler |

|                          |           |                             |
| Papoulis 7’ Sotiriou 80’ | Marcatori | 53’ Muscat 90+8’ Degabriele |

| Arbitro: | Ovidiu Hațegan |

|                         |           |                          |
| Kramarić 25’ Modrić 71’ | Marcatori | 20’ Schranz 45’ Haraslín |

| Arbitro: | Artur Soares Dias |

|            |           |                         |
| Iličić 40’ | Marcatori | 28’ Diveev 32’ Dzhikiya |

### 9ª giornata
| Arbitro: | Daniel Stefański |

|                                                                     |           |  |
| Erochin 4’, 87’ Smolov 55’ Mostovoj 56’ Sutormin 62’ Zabolotnyj 82’ | Marcatori |  |

| Arbitro: | Deniz Aytekin |

|                     |           |                                                                                |
| Brozović 31’ (aut.) | Marcatori | 6’ Perišić 22’ Ćaleta-Car 39’ Pašalić 45+1’ Modrić 47’, 64’ Majer 53’ Kramarić |

| Arbitro: | Mattias Gestranius |

|                             |           |                     |
| Duda 58’ (rig.) Strelec 74’ | Marcatori | 18’ Zajc 62’ Mevlja |

### 10ª giornata
| Arbitro: | Danny Makkelie |

|                      |           |  |
| Kudrjašov 81’ (aut.) | Marcatori |  |

| Arbitro: | Fran Jović |

|  |           |                                               |
|  | Marcatori | 6’, 16’ Rusnák 8’, 69’, 80’ Duda 72’ De Marco |

| Arbitro: | Sergej Ivanov |

|                           |           |               |
| Zajc 48’ Gnezda Čerin 84’ | Marcatori | 89’ Kakoullīs |

## Statistiche

### Classifica marcatori
4 reti
- Ondrej Duda

- Josip Iličić

3 reti
- Luka Modrić
- Mario Pašalić

- Ivan Perišić
- Artëm Dzjuba

- Aleksandr Erochin

2 reti
- Andrej Kramarić
- Marko Livaja
- Lovro Majer
- Cain Attard
- Joseph Mbong

- Mário Fernandes
- Fëdor Smolov
- Albert Rusnák
- Ivan Schranz
- Milan Škriniar

- Dávid Strelec
- Sandi Lovric
- Miha Zajc

1 rete
- Josip Brekalo
- Marcelo Brozović
- Duje Ćaleta-Car
- Joško Gvardiol
- Nikola Vlašić
- Andronikos Kakoullīs
- Fotis Papoulis
- Iōannīs Pittas
- Pieros Sotiriou
- Jurgen Degabriele
- Luke Gambin

- Zach Muscat
- Alexander Satariano
- Zelimchan Bakaev
- Igor' Diveev
- Georgij Džikija
- Andrej Mostovoj
- Aleksandr Sobolev
- Aleksej Sutormin
- Anton Zabolotnyj
- Rifat Žemaletdinov
- Róbert Boženík

- Vernon De Marco
- Lukáš Haraslín
- Martin Koscelník
- Róbert Mak
- Adam Gnezda Čerin
- Miha Mevlja
- Benjamin Šeško
- Andraž Šporar
- Petar Stojanović

Autoreti
- Marcelo Brozović (1, pro Malta)

- Fëdor Kudrjašov (1, pro Croazia)

- Milan Škriniar (1, pro Russia)